# Аутопсия
Аутопсията представлява разрязване на тялото на починал човек или животно с цел да се установи причината за неговата смърт. При аутопсията се отварят последователно гръдният кош и коремът, както и черепът. Органите се изваждат от тялото, оглеждат се на външен вид, самите те се измерват на тегло, след което се разрязват за търсене на болестни изменения. При аутопсията се взимат тъкани за микроскопски и други изследвания.
Аутопсиите се делят на няколко вида: патоанатомични, съдебномедицински, с обучителна цел (за студентите по медицина), пълни, частични и т.н.
Аутопсиите се извършват в специални помещения – секционни зали към патоанатомичните болнични отделения. След аутопсия тялото се подготвя за погребение, като целта е следите от аутопсията да бъдат максимално скрити. По време на аутопсията може да се извърши и частично или пълно балсамиране на тялото.
В редица случаи се налага да се извърши аутопсия на тела, които вече са били погребани, а след това извадени от гроба (ексхумирани). В някои мюсюлмански страни религията забранява извършването на аутопсия.